# Aniba jenmanii
Aniba jenmanii är en lagerväxtart som beskrevs av Carl Christian Mez. Aniba jenmanii ingår i släktet Aniba och familjen lagerväxter. Inga underarter finns listade i Catalogue of Life.